# Marty Lyons
College Football Hall of Fame 2011
(en) Statistiques sur pro-football-reference
Martin Anthony Lyons, né le 15 janvier 1957 à Takoma Park, au Maryland, est un joueur américain de football américain. Il occupe le poste de defensive tackle dans la National Football League pendant onze saisons dans les années 1970 et 1980.
Lyons joue au football américain universitaire pour le Crimson Tide de l'université de l'Alabama où il reçoit les honneurs All-America.
Sélectionné au premier tour de la draft 1979 de la NFL, il joue toute sa carrière professionnelle pour les Jets de New York. Il est membre du célèbre New York Sack Exchange (en) des Jets, la défense dominante en 1981 et 1982, mettant en vedette Mark Gastineau, Abdul Salaam (en) et Joe Klecko.

## Jeunesse
Lyons grandit à Pinellas Park, en Floride et fréquente le lycée catholique de St. Petersburg.

## Carrière universitaire
Lyons fréquent l'université de l'Alabama, où il joue pour l 'équipe de football américain, le Crimson Tide de l'entraîneur Bear Bryant, de 1975 à 1978. En Alabama, il amasse 202 tackles et 20 sacks.
En 1978, en tant que senior, il reçoit les honneurs de la première équipe All-America et amène le Crimson Tide vers un championnat national.
En 1979, il est un acteur clé dans la série de jeux du quatrième quart-temps connue sous le nom de The Goal Line Stand lors du Sugar Bowl. C'est Lyons qui est l'auteur de ce qui allait devenir une réplique célèbre parmi les fans de l'Alabama juste un quatrième down. Quand le quarterback Chuck Fusina (en) des Nittany Lions de Penn State lui demande à quelle distance se trouve le ballon de la ligne de but, Lyons répond: « À peu près un pied. Tu ferais mieux de passer. »,.
Le Crimson Tide a un bilan de 31-5 au cours de ses années en tant que joueur.

## Carrière professionnelle
Lyon est sélectionné par les Jets de New York au premier tour (14e choix) de la draft 1979 de la NFL. Au tour suivant, les Jets choisissent le defensive end Mark Gastineau.
Les deux hommes rejoignent Joe Klecko et Abdul Salaam (en) dans la défense des Jets pour former l’une des meilleures lignes défensives de la NFL, connue sous le nom de New York Sack Exchange. Les quatre combinent 66 sacks en 1981, ce qui permet aux Jets de se qualifier pour les playoffs pour la première fois depuis 1969. En novembre 1981, Salaam, Gastineau, Klecko et Lyons sont invités à sonner la cloche d’ouverture solennelle à la Bourse de New York, qui a inspiré leur surnom.
Les Jets participent de nouveau participé aux séries éliminatoires en 1982, 1985 et 1986, alors que Lyons fait partie de l’équipe. En 1982, ils atteignent le match de championnat AFC, s'inclinant 14-0 contre les Dolphins de Miami.
Lyons est impliqué dans l’un des jeux les plus connues de la NFL. Lors de la victoire des Jets 14-13 sur les Bills de Buffalo aux Meadowlands le 5 octobre 1986, Lyons tente de sacker le quarterback Jim Kelly de Buffalo, puis commence à le frapper à plusieurs reprises après que le ballon a été lancé pour uns passe incomplète. L'arbitre Ben Dreith signale une faute personnelle à Lyons. Dreith annonce par erreur la faute contre le numéro 99, qui est le numéro de Gastineau, au lieu du numéro 93 de Lyons.
Lyons manque plusieurs matchs au cours de la saison 1987 lorsque son épouse Kelly et son fils, Martin Anthony « Rocky » Lyons Jr., sont impliqués dans un grave accident de la route en Alabama. Plus tard au cours de la même saison, lors d'un de Monday Night Football, Lyons bloque son ancien coéquipier de l'Alabama et membre du Pro Football Hall of Fame, Dwight Stephenson, dans ce que les joueurs et les entraîneurs des Dolphins de Miami qualifient de « coup bas » qui a mis fin à sa carrière. Dwight Stephenson affirme lui-même qu'il s'agit d'un bloc propre, expliquant qu'il s'est coincé la jambe alors qu'il tombait et qu'il n'a jamais blâmé Lyons pour sa blessure.

## Vie privée
Alors qu’il joue avec les Jets, une série d’événements - la naissance de son fils aîné, le décès de son père et le décès d’un petit garçon pour lequel Lyon avait été un grand frère - l’inspire pour fonder la Marty Lyons Foundation dans le but de travailler avec des enfants en phase terminale, en leur réalisant des souhaits. Il remporte le prix Walter Payton Man of the Year en 1984 à la suite de ce travail. En décembre 2011, le Heisman Trust honore Lyons du sixième prix annuel Heisman Humanitarian Award pour son travail au sein de sa fondation.
Lyons est actuellement analyste radio des Jets et président de la Fondation Marty Lyons. Il est intronisé au Temple de la renommée de l’État de l’Alabama en 2000, au Temple de la renommée des sports du Suffolk de Long Island en 2001, au Temple de la renommée des sports du comté de Nassau en 2002, du Temple de la renommée des sports du Maryland en 2004, au Temple de la renommée du Tampa Bay Sports Club en 2007 et au College Football Hall of Fame en 2011.